# Aurora-Inseln

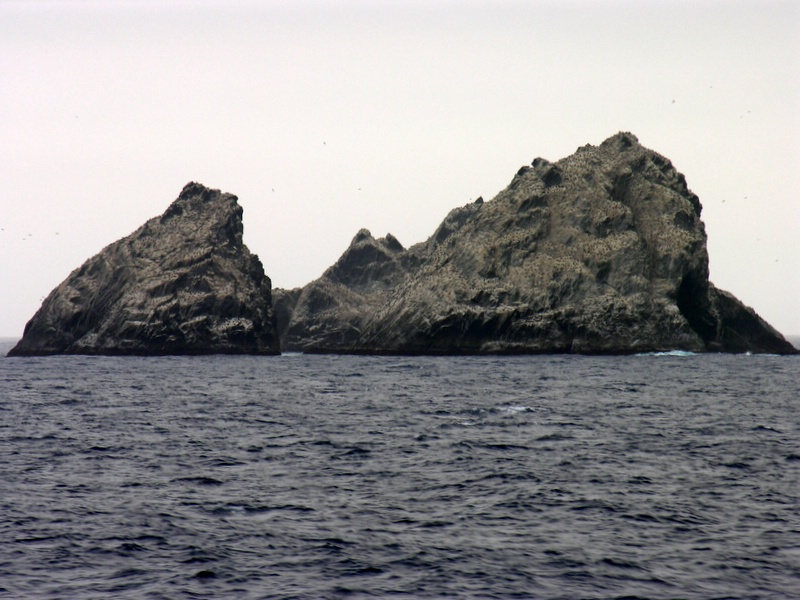
Die Shag Rocks – mögliche Ursache des Phantoms Aurora-Inseln

Die Aurora-Inseln waren wahrscheinlich nicht existente, aber über hundert Jahre lang auf Seekarten verzeichnete Inseln im Atlantik (sogenannte „Phantominseln“).
1501 war die Inselgruppe angeblich vom italienischen Entdecker Amerigo Vespucci gesehen worden. Ihren Namen verdanken die Aurora-Inseln dem spanischen Handelsschiff Aurora, das sich 1762 unter dem Kommando von José de la Llana auf dem Weg von Lima nach Cádiz befand. Hier ging de la Llana noch von zwei Inseln aus. Danach wurde 1769 die Existenz der Aurora-Inseln durch die San Miguel bestätigt, 1774 war es nochmal die Aurora; 1779 schließlich das Schiff Perla, 1790 die Schiffe Dolores und Princessa, deren Kapitän Manuel de Oyarvido die dritte Insel gesehen haben wollte, die er Isla Nueva taufte.
Erstmals kartierte José de Bustamante Y Guerra diese Gruppe von drei Inseln 1794, die er von der Korvette Atrevida sichtete, die extra gesandt worden war, um die Aurora-Inseln zu finden. Ihre angegebene Position war östlich von Kap Hoorn, etwa auf halbem Wege zwischen den Falklandinseln und Südgeorgien auf 53° S 48° W. In seinem Logbuch beschrieb der spanische Politiker die Inselgruppe, das markante Merkmal der größten sei „ein großer Berg in Form eines zweigeteilten Pavillons (oder Zelts); das östliche Ende weiß und das westliche sehr dunkel; auf welch letzterer Seite ein Band Schnee verlief.“
1819 brach der Robbenjäger James Weddell ins Südpolarmeer auf, um die Existenz der Inselgruppe nachzuweisen, fand sie allerdings nicht. Zuletzt wurde eine Sichtung der Inseln 1856 behauptet. Von da an wurden sie zwar als halbmythische Ländereien beschrieben, aber bis in die 1870er Jahre weiterhin auf Karten des südlichen Atlantik verzeichnet.
Es ist nicht gesichert, ob die Aurora-Inseln tatsächlich existierten oder ob die wiederkehrenden Berichte über sie das Ergebnis optischer Täuschungen oder atmosphärischer Phänomene auf dem offenen Ozean waren. Nach einer anderen Theorie sind sie identisch mit den westlich von Südgeorgien gelegenen Shag Rocks.
Die Aurora-Inseln sind Gegenstand einer Hippolyte’s Island betitelten Erzählung Barbara Hodgsons aus dem Jahr 2001. Darin werden sie durch den Helden des Buches wiederentdeckt. Bekannter noch ist die Erzählung The Narrative of Arthur Gordon Pym of Nantucket von Edgar Allan Poe, in der Pym und seine Kameraden in einer Episode vergeblich nach der Insel suchen.
Die Aurora-Inseln wurden noch jahrzehntelang auf offiziellen See- und Landkarten verzeichnet. Sukzessive wurden sie entfernt.